# Anne-Flore Marxer
Anne-Flore Marxer, née le 24 janvier 1984 à Lausanne, est une snowboardeuse franco-suisse. Championne du monde de freeride en 2011, vice-championne du monde en 2016 et 2017, elle est également militante pour l'égalité des genres dans le sport.

## Carrière de snowboard
Anne-Flore Marxer débute sa carrière professionnelle en remportant le championnat de France de snowboard Big Air en 2001 (catégories adulte et junior). Elle obtient rapidement une reconnaissance internationale, en freestyle et backcountry pour ses segment vidéo. Désignée "Rookie of the year" par le magazine américain Transworld en 2006, puis classée 2ème plus influente snowboardeuse de tous les temps par le magazine allemand Slack en 2007.

## Apogée en freeride (2010-2017)
En 2010, elle devient "Rider international de l'année" en Europe (hommes et femmes confondus) et domine l'exposition médiatique dans la presse spécialisée européenne.
Elle reçoit en 2012 la médaille d'or de la jeunesse et des Sports des mains du Ministre David Douillet.
En 2021, elle est reconnue pour avoir réalisé la "meilleure ligne freeride snowboard femme en 15 ans de compétitions FWT".
Palmarès en Freeride World Tour :
- 2011 : Championne du monde de snowboard freeride
  - 1ère FWT Verbier Xtreme 2011
  - 1ère FWT Chamonix 2011
  - 2ème FWT Hochfügen 2011
  - 3ème FWT Nendaz 2011
- 2016 : Vice-championne du monde de snowboard freeride
  - 1ère FWT Haines Alaska 2016
  - 1ère FWT Chamonix 2016
- 2017 : Vice-championne du monde de snowboard freeride
  - 1ère FWT Verbier Xtreme 2017
  - 1ère FWT Andorre 2017

## Engagement pour l'égalité des genres
Anne-Flore Marxer a porté, pendant près de vingt ans, un combat décisif pour imposer l’égalité du "prize money" dans son sport. Comme le souligne GEO : 
Dès ses débuts, elle dénonce les disparités de récompenses : lors d’une compétition, elle se voit offrir un t-shirt alors qu’un homme reçoit un voyage à Hawaï — « Pourtant les frais sont les mêmes. En tant que femme, ça ne me coûte pas moins cher de me déplacer… »
« Participer au Freeride World Tour et remporter des épreuves m’a permis de m’exprimer dans la presse, d’afficher les discriminations de genre dans mon sport et contribuer à améliorer les rétributions des femmes dans les compétitions de snowboard. » 
En janvier 2020 l'annonce est officielle : tous les champions, hommes et femmes, gagneront désormais les mêmes sommes sur le Freeride World Tour « C'est un combat qu'a longtemps mené la snowboardeuse Anne-Flore Marxer, championne du monde en 2011 et vice-championne du monde en 2016 et 2017 : imposer l'égalité du "prize money" sur le Freeride World Tour… “Parce qu'en montagne, qu'on soit une femme ou un homme, on prend les mêmes risques.” »   
En 2019, Anne-Flore Marxer est distinguée "Femme Remarquable" par le Centre de Liaison des Associations Féminines Vaudoises (CLAFV), qui lui décerne son Prix Égalité. Cette reconnaissance honore son engagement militant en faveur des droits des femmes dans le sport.

## Filmographie
"A Land Shaped by Women" (2018)
En 2018, Anne-Flore Marxer réalise le film documentaire "A Land Shaped by Women", tourné en Islande. Dans ce documentaire elle explore l'Islande en snowboard avec Aline Bock (Championne du monde de snowboard freeride en 2010). Elles partent à la rencontre de femmes inspirantes et s'interrogent sur la condition féminine et le modèle égalitaire islandais.,,.

## Reconnaissance internationale
Le film connaît un succès remarquable avec plus de 120 sélections en festivals internationaux et 19 récompenses (2018-2019), notamment : 
- Best Film au St Anton Film Festival (Autriche)
- Best Short Film et Best Short Documentary au "Lady Filmmakers" (Beverly Hills, USA)
- Best Feature Film au Shextreme Film Festival (Bristol, UK)
- Outstanding Excellence of Human Spirit au Docs Without Borders Film Festival
- People's Choice au Adventure Uncovered Film Festival (Londres, UK)
- Best Cinematography aux festivals Rising Above (Los Angeles) et Innovation Film Festival (Suisse)

Le documentaire sort en France en janvier 2019 et reçoit une large couverture dans la presse nationale et internationale.